# Сърби в България
Сърбите са малка общност в България, повечето от които са имигранти. Някои от тях са спортисти и бизнесмени, които са се изселили в България през последните две десетилетия.

## Численост
Според Националния съвет за сътрудничество по етническите и интеграционните въпроси на българското правителство в страната има 313 местни сърби, повечето от които са потомци на стари политически емигранти. Но сръбското правителство твърди за наличието на до 20 хиляди сърби, а през 95-а режимът на Слободан Милошевич дори повдига въпроса за техните „права“ до ООН.
Преброяването на населението през 2011 г. регистрира 569 граждани на Сърбия, които живеят постоянно в България, повечето от които са скорошни икономически имигранти.

## История

### Османско робство
Село Бракевци е заселено от сърби в късни османски времена, след като местното българско население е емигрирало в Бесарабия.

### 19 век
В преброяването на българите от 1880 г., в което е регистриран родният език, 1894 сърби са преброени със следните области, които имат значителен брой сърбо-говорещи:
- Област Видин: 1260, 1,2% от общия
  - подрайон Кула: 1 083, 3,5%; Бракевци, (днес в Сърбия), община Бракевци: 1067 (сръбско мнозинство, единственото такова селище в България). През 1919 г. Бракевци е предадено на Сърбия.
  - Област Видин: 165, 0,4%
- Софийска област: 258, 0,2%
  - Софийски район: 243, 0,5%

### Организации
През 1999 г. се сформира „Организация на българските сърби“, но се разпада скоро след това. През 2010 г. е създадена „Асоциация на сърбите в България“.

## Известни личности
- Джоко Росич
- Златомир Загорчич
- Предраг Пажин
- Зоран Янкович
- Иван Чворович
- Майстор Миро